# Gonçalo Ferreira da Silva
Gonçalo Ferreira da Silva, (Ipu,  20 de dezembro de 1937 - Rio de Janeiro, 21 de outubro de 2022), foi um poeta, contista, ensaísta e cordelista brasileiro.

## Biografia
Filho de Osório Ferreira da Silva e de Francisca Gomes da Silva (dona Mocinha), nasceu em 20 de dezembro de 1937 na cidade de Ipu no estado do Ceará e faleceu em 21 de outubro de 2022, no bairro de Santa Teresa na cidade do Rio de Janeiro. Autor de extensa obra em literatura de cordel, com mais de 300 opúsculos e dezenas de livros para todas as idades.
Gonçalo proferiu palestras e conferências, transmitindo ao longo de cinco décadas, cultura e informação  através das letras. Muitas das suas obras foram traduzidas para o francês, espanhol, inglês, alemão, japonês, italiano e hebraico.
Gonçalo Ferreira chega ao Rio de Janeiro em  1950, onde residiu desde os treze anos. Estudou no Liceu Literário Português, onde cursou os antigos 1⁰ e 2⁰ Graus. Formou-se em Letras pela Pontifícia Universidade Católica do Rio de Janeiro (PUC-Rio) em 1973. Foi funcionário da Rádio MEC, redator do jornal A Voz do Nordeste e da revista Abnorte-Sul. No total, foram 33 anos de trabalho no Ministério da Educação (MEC).
Publicou em 1966 seu primeiro livro Um Resto de Razão pela Edições de Ouro. No mesmo ano, publicou seu primeiro cordel Punhos Rígidos. Conheceu Madrinha Mena em 1972 e, depois de casados, trabalharam da fundação da academia e na divulgação da literatura de cordel. Em 1988, funda a Academia Brasileira de Literatura de Cordel (ABLC). O escritor, além de fundador, também era membro da ABLC.

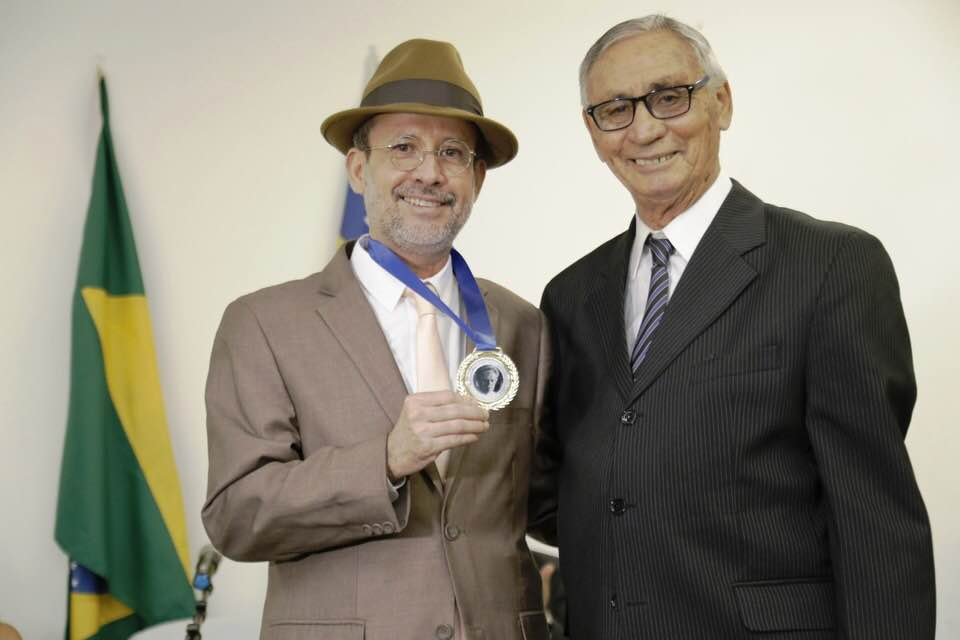
Wilson Seraine e Gonçalo Ferreira em 2019